# Stadion NC Goal
Stadion NC Goal – stadion piłkarski w Orašje, w Bośni i Hercegowinie. Może pomieścić 5500 widzów. Swoje spotkania rozgrywają na nim piłkarze klubu HNK Orašje.